# Neoplectrura
Neoplectrura is een kevergeslacht uit de familie van de boktorren (Cerambycidae). De wetenschappelijke naam van het geslacht werd voor het eerst geldig gepubliceerd in 1983 door Chemsak & Linsley.

## Soorten
Neoplectrura is monotypisch en omvat slechts de volgende soort:
- Neoplectrura breedlovei Chemsak & Linsley, 1983